# The Art of the Theremin
The Art of the Theremin (рус. Искусство терменвокса) — первый официальный альбом Клары Рокмор, виртуозной американской исполнительницы на терменвоксе, также и единственный изданный при её жизни. На пианино аккомпанирует сестра Надя Рейзенберг. Продюсеры альбома — пионер электронной музыки Роберт Муг и его первая жена Ширли Муг. Альбом был выпущен в 1977 году в формате LP.

## Об альбоме
Несмотря на частые гастроли по США, выступления с Нью-Йоркским, Филадельфийским, Торонтским филармоническими оркестрами, Клара Рокмор до этого альбома не делала официальных записей своих выступлений. Это было связано как с концертной занятостью самой Клары, так и отсутствием большого интереса к подобным записям; также, когда Клара обратилась к Годдарду Либерсону из Columbia Records, ей ответили, что на альбом с терменвоксом не будет спроса. Но в конце концов Роберт Мугу, который и сам занимался изготовлением терменвоксов, удалось уговорить Клару и устроить ей в 1975 году сессию звукозаписи. 12 произведений из этой сессии вошли в данный альбом, который был выпущен в 1977 году.
На альбоме Клара исполняет известные произведения классической музыки конца XIX — начала XX веков таких композиторов как С.В. Рахманинов, П.И. Чайковский. Как и в большинстве живых выступлений, старшая сестра Клары Надя Рейзенберг аккомпанирует ей на пианино.
Альбом выдержал несколько переизданий: LP Theremin в 1977, Delos и в 1981, Japanese Delos; CD The Art of the Theremin в 1987, Delos.
13 неизданных произведений из сессии записи 1975 года были изданы спустя почти 30 лет в 2006 году в альбоме Clara Rockmore's Lost Theremin Album.

## Список композиций
1. «Vocalise» (композитор С.В. Рахманинов) – 3:44
2. «Song of Grusia» (композитор С.В. Рахманинов) – 4:15
3. «The Swan» (композитор К. Сен-Санс) – 2:56
4. «Pantomime» (композитор М. де Фалья) – 3:44
5. «Hebrew Melody» (композитор И.Ю. Ахрон) – 5:22
6. «Romance» (композитор Г. Венявский) – 4:45
7. «Berceuse» (композитор И.Ф. Стравинский) – 3:06
8. «Pièce en Forme de Habanera» (композитор М. Равель) – 2:41
9. «Berceuse» (композитор П.И. Чайковский) – 4:12
10. «Valse Sentimentale» (композитор П.И. Чайковский) – 2:06
11. «Sérénade mélancolique» (композитор П.И. Чайковский) – 7:40
12. «Chant du Ménestrel» (композитор А.К. Глазунов) – 4:00

## Участники
- Клара Рокмор — терменвокс
- Надя Рейзенберг — пианино
- Роберт Муг, Ширли Муг — продюсеры
- Майкл Колина — звукорежиссёр